# Альфред Свіфт
Альфред Свіфт (англ. Alfred Swift, 25 червня 1931 — 13 квітня 2009) — південноафриканський велогонщик.
Срібний призер Олімпійських Ігор 1952 року в командній гонці переслідування на 4000 м, бронзовий призер 1956 року в гіті на 1000 м.
Переможець Ігор Співдружності 1954 року в роздільній гонці.